# Денисенко Олексій Олексійович
Олексій Олексійович Денисенко  (рос. Алексей Алексеевич Денисенко, 30 серпня 1993) — російський тхеквондист, олімпійський медаліст.

## Виступи на Олімпіадах
| Олімпіада   | Дисципліна | Місце |
| ----------- | ---------- | ----- |
| Лондон 2012 | до 58 кг   | 3T    |

## Нагороди
- Медаль ордена «За заслуги перед Вітчизною» II ступеня (13 серпня 2012 року) — за великий внесок у розвиток фізичної культури і спорту, високі спортивні досягнення на Іграх XXX Олімпіади 2012 року в місті Лондоні (Велика Британія)'[1].
- Заслужений майстер спорту Росії (20 серпня 2012 року)[2].